# Ashleigh Gentle
Pour les articles homonymes, voir Gentle.
Ashleigh Gentle née le 25 février 1991 à Brisbane, Australie est une triathlète australienne, championne d'Océanie de triathlon en 2011.

## Biographie

### Jeunesse
Ashleigh Gentle fait des études en relations publiques et en nutrition sportive à l'Université Griffith de Brisbane sur la Gold Coast. Très forte en course à pied, elle se laisse convaincre par un ami de la famille d'essayer le triathlon, qui relève ces capacités pour la natation et le cyclisme. Elle accroche très rapidement au « triple effort ». 
Elle remporte le championnat du monde juniors en 2010 après deux deuxième places en 2007 et 2008 alors qu'elle n'est encore que cadette. C'est après son titre mondiale juniors qu'elle décide de devenir triathlète professionnelle.

### Carrière en triathlon
En 2013, grâce à cinq places dans le « Top 10 » sur les huit épreuves séries mondiales, elle finit à la septième place du championnat du monde. Ashleigh monte pour la première fois sur un podium des séries mondiales en mai 2015 à Yokohama où elle prend la médaille d'argent. Elle finit 26e et troisième australienne aux Jeux Olympiques 2016 de Rio.
En 2017, elle est la seule à avoir battu la future championne du monde Flora Duffy sur l'épreuve de Montréal aux séries mondiales de triathlon. Ashleigh Gentle deviendra ainsi sa dauphine au championnat du monde courte distance 2017 avec 4320 points.
En 2024, elle remporte l'étape londonienne du circuit T100 de l'Organisation professionnelle des triathlètes en 3 h 36 min 17 s.

## Palmarès
Le tableau présente les résultats les plus significatifs (podium) obtenus sur le circuit international de triathlon depuis 2009,.
| Année | Compétition                                    | Pays                | Position           | Temps           |
| ----- | ---------------------------------------------- | ------------------- | ------------------ | --------------- |
| 2024  | T100 Triathlon World Tour - Classement général |                     | Médaille d'argent  | 132 pts         |
| 2024  | Étape du T100 à Dubaï (finale)                 | Dubaï               | Médaille de bronze | 3 h 31 min 42 s |
| 2024  | Étape du T100 de Singapour                     | Singapour           | Médaille d'or      | 3 h 44 min 23 s |
| 2024  | Étape du T100 de Londres                       | Royaume-Uni         | Médaille d'or      | 3 h 36 min 17 s |
| 2024  | Championnats du monde d'Ironman 70.3 - Taupo   | Nouvelle-Zélande    | Médaille de bronze | 4 h 3 min 1 s   |
| 2023  | Ironman 70.3 Andorre                           | Andorre             | Médaille d'or      | 4 h 59 min 31 s |
| 2023  | Ironman 70.3 Langkawi                          | Malaisie            | Médaille d'or      | 4 h 10 min 17 s |
| 2022  | Ironman 70.3 Andorre                           | Andorre             | Médaille d'or      | 4 h 53 min 41 s |
| 2019  | Ironman 70.3 Xiamen                            | Chine               | Médaille d'or      | 4 h 16 min 5 s  |
| 2019  | Coupe du monde - l'étape de Mooloolaba         | Australie           | Médaille d'or      | 58 min 15 s     |
| 2018  | WTS Gold Coast (Finale)                        | Australie           | Médaille d'or      | 1 h 52 min 0 s  |
| 2017  | Championnats du monde - Classement général     |                     | Médaille d'argent  | 4320 points     |
| 2017  | WTS Hambourg                                   | Allemagne           | Médaille d'argent  | 0 h 59 min 31 s |
| 2017  | WTS Montréal                                   | Canada              | Médaille d'or      | 1 h 59 min 4 s  |
| 2017  | WTS Gold Coast                                 | Australie           | Médaille d'argent  | 0 h 58 min 7 s  |
| 2016  | WTS Yokohama                                   | Japon               | Médaille d'argent  | 1 h 57 min 20 s |
| 2016  | WTS Abou Dhabi                                 | Émirats arabes unis | Médaille d'argent  | 1 h 56 min 18 s |
| 2015  | WTS Yokohama                                   | Japon               | Médaille d'argent  | 1 h 58 min 33 s |
| 2015  | Noosa Triathlon                                | Australie           | Médaille d'or      | 1 h 59 min 18 s |
| 2014  | 5150 Philippines                               | Philippines         | Médaille d'or      | 2 h 2 min 0 s   |
| 2014  | Noosa Triathlon                                | Australie           | Médaille d'or      | 1 h 59 min 10 s |
| 2013  | Noosa Triathlon                                | Australie           | Médaille d'or      | Timing          |
| 2012  | Championnat d'Océanie                          | Australie           | Médaille d'argent  | 1 h 57 min 26 s |
| 2012  | Coupe du monde - l'étape de Tiszaújváros       | Hongrie             | Médaille d'or      | 0 h 58 min 39 s |
| 2011  | Championnat d'Océanie                          | Nouvelle-Zélande    | Médaille d'or      | 2 h 6 min 5 s   |
| 2011  | Coupe du monde - l'étape d'Edmonton            | Canada              | Médaille d'or      | 2 h 0 min 14 s  |
| 2011  | Coupe d'Océanie - l'étape de Mooloolaba        | Australie           | Médaille d'or      | 2 h 3 min 25 s  |
| 2009  | Coupe d'Asie - l'étape de Singapour            | Singapour           | Médaille d'or      | 1 h 54 min 31 s |

| Année | Compétition                                        | Pays                | Position      | Temps           |
| ----- | -------------------------------------------------- | ------------------- | ------------- | --------------- |
| 2019  | WTS Abou Dabi - série relais mixte                 | Émirats arabes unis | Médaille d'or | 1 h 24 min 16 s |
| 2018  | WTS Edmonton - série relais mixte                  | Royaume-Uni         | Médaille d'or | 1 h 19 min 29 s |
| 2017  | Championnats du monde de triathlon en relais mixte | Allemagne           | Médaille d'or | 1 h 22 min 38 s |